# Renno
Renno es una comuna y población de Francia, en la región de Córcega, departamento de Córcega del Sur.
Su población en el censo de 1999 era de 84 habitantes.

## Demografía
| 131 | 196 | 152 | 108 | 84 | 77 |
| Para los censos de 1962 a 1999 la población legal corresponde a la población sin duplicidades (Fuente: INSEE [Consultar]) |     |     |     |    |    |

- Datos: Q658410
- Multimedia: Renno / Q658410

1. ↑  Worldpostalcodes.org, código postal n.º 20160.
2. ↑  INSEE, Datos de población para el año 2012 de Renno (en francés).